# Ponç de Trípoli
Ponç de Tolosa o Ponç de Trípoli (vers 1096 † 1137) fou comte de Trípoli de la casa roergata de Tolosa, del 1112 a 1137. Era fill de Bertran I de Tolosa (a vegades Bertran II de Tolosa) més conegut com a Bertran I de Sant Gèli, i d'Elena de Borgonya.

## Biografia
Fou nomenat comte a l'edat de 15 anys, a la mort del seu pare, i la successió no va plantejar problemes. Per apaivagar-se la rivalitat amb Antioquia, la seva educació militar fou confiada a Tancred de Galilea, i després es casà amb la seva vídua Cecília de França. La seva esposa aportà al matrimoni dos castells: Rugia i Arcekar, i el sogre li transferí en el seu testament el Crac dels Cavallers.
El 1113 Ponç participà amb Roger de Salern en la campanya militar contra l'atabeg de Mossul i el 1115 acompanyant-lo de camí a Apamea participà en la batalla de Sarmin.
El 1118, a la mort del rei Balduí I de Jerusalem, es va reconèixer vassall del seu successor, el rei Balduí II de Jerusalem, a condició que Balduí II anés al seu castell i el rei s'avingué. L'emperador romà d'Orient Aleix I Comnè va morir el mateix any i els francs van haver de fer front a un Islam que s'organitzava i intentava unificar-se, sota la direcció de Zengi, atabeg de Mossul i d'Alep. Aquest últim intentava dominar el califat, situat a Bagdad, abans d'unificar la Síria musulmana i d'atacar els croats, cosa que va donar un respir a aquests últims.
Una guerra de desgast s'instal·là fins al 1135, data en què Zengi va passar a l'ofensiva contra Antioquia. La primera derrota fou el 1119 quan, Roger de Salern no esperà a la seva arribada en l'anomenat Ager Sanguinis. La següent gran derrota fou el 1125 en la batalla d'Azaz, després del qual s'acordà una treva. A començaments del 1126 Ponç demanà suport a Balduí II per muntar setge a Rafanea.
El 1132, Alícia, princesa d'Antioquia entrà en rebel·lió contra el regent Folc V d'Anjou i Ponç decidí secundar-la. Establí el seu quarter general a prop de Castell Roig, on fou derrotat per Folc i després van fer les paus.Aquell any els turcmans atacaren Montferrand i Ponç hagué de demanar suport a Folc, però no va poder evitar que capturessin el seu fill Ramon.
Zengi va reconquerir un gran nombre de ciutats del principat i després va envair el Comtat de Trípoli. Ponç l'esperava a Mont Pelegrí. La batalla es va lliurar el març del 1137 i va quedar indecisa fins que Ponç fou fet presoner per homes de Zengi que havien penetrat a la seva tenda de campanya. Lliurat a l'atabeg, fou immediatament executat.

## Matrimoni i fills
Es va casar a Trípoli el 1115 amb Cecília de França († després del 1145), vídua de Tancred d'Hauteville, príncep d'Antioquia, filla de Felip I de França, rei de França i de Bertrada de Montfort. D'aquest matrimoni van néixer:
- Ramon II (vers 1120 † 1152), comte de Trípoli
- Felip, citat el 1126 i 1142
- Agnès (vers 1120 † 1183), casada amb Renald II senyor de Marqab.